# Expédition du Tyrol
 (signalé en mai 2025).
Si vous disposez d'ouvrages ou d'articles de référence ou si vous connaissez des sites web de qualité traitant du thème abordé ici, merci de compléter l'article en donnant les références utiles à sa vérifiabilité et en les liant à la section « Notes et références ».
- Archive Wikiwix
- Bing
- Cairn
- DuckDuckGo
- E. Universalis
- Gallica
- Google
- G. Books
- G. News
- G. Scholar
- Persée
- Qwant
- (zh) Baidu
- (ru) Yandex
- (wd) trouver des œuvres sur Wikidata

Première Coalition
Batailles
L’expédition du Tyrol a été qualifiée par Lazare Carnot de campagne de géants.
Bonaparte avait détaché 16 000 hommes sous la conduite du général Joubert, qui culbute les généraux Laudon (en) et Kerpen et force tous les défilés du Tyrol, pendant que Bernadotte marchait sur Laybach.
Les défilés redoutables du Tyrol, un des pays les plus âpres de l'Europe, étaient défendus par deux armées ennemies des Français et plus encore par les habitants ; ils furent forcés par Joubert, à la tête de trois divisions formant la gauche de l'armée d'Italie.
Les combats se déroulent dans la région de Bolzano. Divers combats se succèdent (Brixen…) Il prit tous les magasins des Autrichiens, leur fit 9 000 prisonniers et opéra sa jonction avec l'armée d'Italie, pendant qu'à Vienne on chantait le Te Deum pour célébrer sa défaite et sa destruction.
Lorsqu'en descendant du Tyrol, Joubert se présenta à l'entrée de la tente du général en chef, la sentinelle avait ordre de ne laisser entrer personne ; Joubert insista. Bonaparte se présenta, le reconnaît, l'embrasse et dit au soldat : « Va, le brave Joubert qui a forcé le Tyrol a bien pu forcer ta consigne. »